# Phares de French Pass
Les phares de French Pass sont des phares situés dans les Marlborough Sounds, précisément dans la French Pass, au nord de la région de Marlborough (île du Sud), en Nouvelle-Zélande.

## Histoire
Les phares , sont un système de deux balises se trouvant dans le passage entre l'île d'Urville et l'île du Sud. La French Pass relie la baie de Tasman au détroit de Cook dont le canal navigable est d'environ 500 m de large et 100 m par endroits.
Ce passage dangereux est éclairé par un premier petit phare en pierre, peint en blanc, érigé en 1882 sur un petit récif où avait été établie une balise de jour en 1860. Un second petit phare a été érigé, en 1884 sur le continent, au sud du passage. Il est en métal, peint en blanc, monté sur une base maçonnée en pierre. Une petite passerelle en bois mène directement à la lanterne. La maison du gardien a été construite à proximité. En 1961, il a été automatisé en gardant son éclairage à l'acétylène. En 1967 il a été électrifié avec un groupe électrogène diesel puis relié au réseau électrique en 1971.

## Description
Le French Pass Reef, situé dans le passage, est une tourelle cylindrique en béton, peinte en blanc, de 5 m de haut. Il émet, à 5 m de hauteur focale un éclat blanc par période de 1.5 seconde, avec une portée de 4 milles nautiques (environ 7.5 km).
Identifiant : ARLHS : NZL-069 - Amirauté : K4240 - NGA : 5032 .
Le French Pass, situé en rive, est une lanterne cylindrique en métal, peinte en blanc, de 3 m de haut. Son feu à secteurs émet, à 5 m de hauteur focale un feu fixe blanc et rouge, selon directions, avec une portée de 10 milles nautiques (environ 18.5 km) pour le feu blanc et 7 milles nautiques (environ 13 km) pour le feu rouge.

Identifiant : ARLHS : NZL-024 - Amirauté : K4238 - NGA : 5028 .

### Lien connexe
- Liste des phares de Nouvelle-Zélande